# Transitraststätte

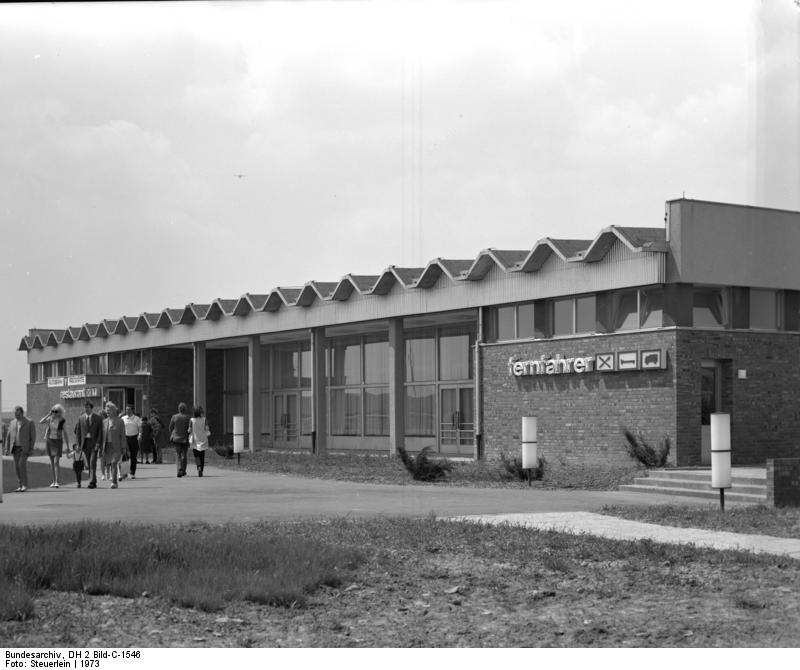
Autobahnraststätte Wilsdruff im Bezirk Dresden, 1973

Transitraststätten waren Rastanlagen in der DDR, die an Transitstrecken (Fernverkehrsstraßen und Autobahnen) zwischen der damaligen Bundesrepublik Deutschland und West-Berlin sowie ins benachbarte Ausland (Polen, Tschechoslowakei, Ostseeanrainerstaaten per Fähre) lagen. Sie durften von Transitreisenden, die mit Kraftfahrzeugen, einschließlich Motorrädern, unterwegs waren, zur Pause und zum Tanken benutzt werden. Kontaktaufnahme mit Bewohnern der DDR waren an den Raststätten seitens der Behörden der DDR nicht erwünscht. Aus diesem Grund wurden für Busse im Transitverkehr zwischen Westdeutschland und West-Berlin separate Parkplätze angelegt, zu denen die übrigen Benutzer der Autobahn keinen Zutritt hatten.

## Alltag

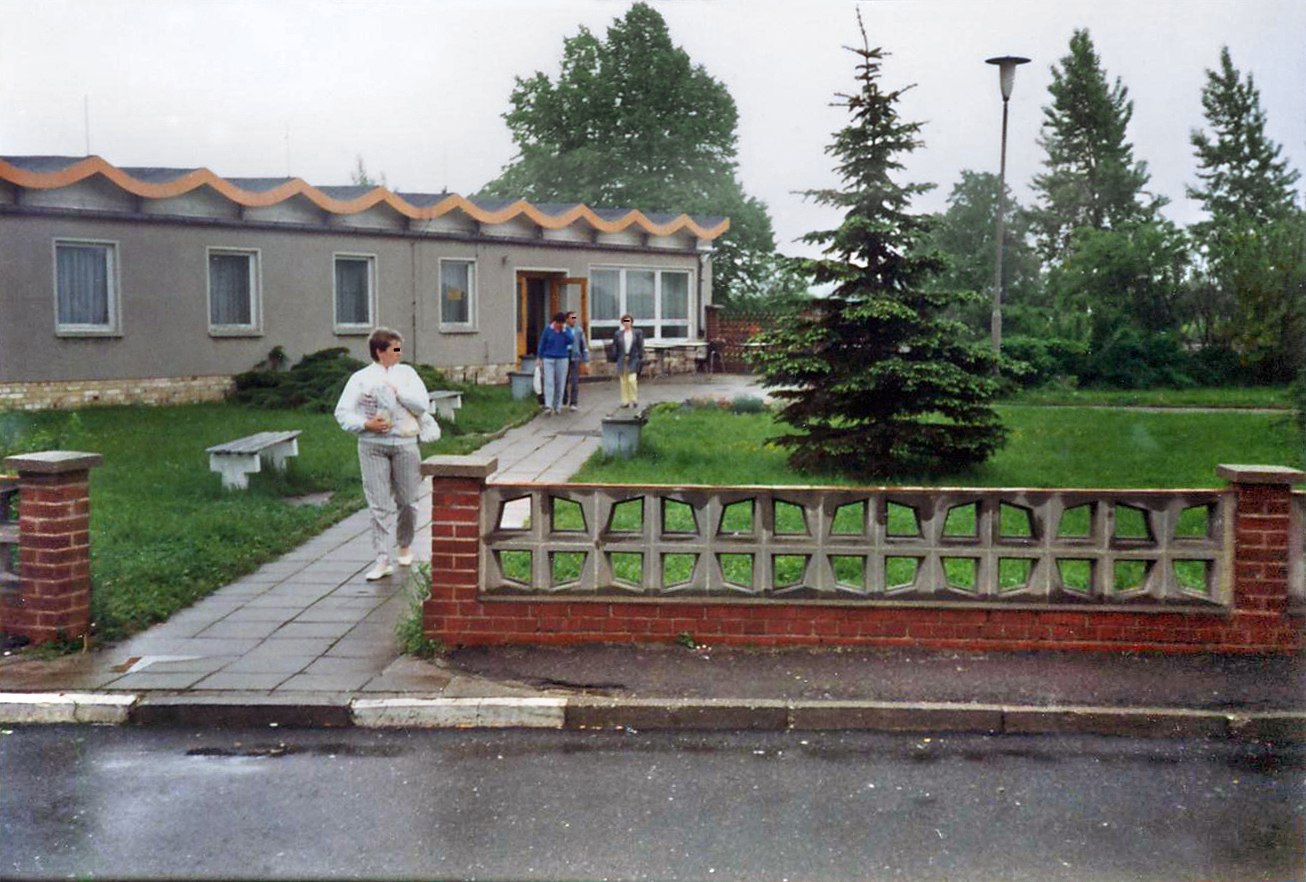
Fahrtpause an einer Transitraststätte in der DDR, 1987

An den Transitraststätten gab es Mitropa-Gaststätten, Intershops und Intertank-Tankstellen, an denen Westdeutsche mit D-Mark bezahlen konnten, Ausländer in ihrer Landeswährung. Die Aufenthalte sollten zügig vonstattengehen, längere Aufenthalte mussten belegt werden. Um die Kontaktaufnahme zwischen Transitreisenden und Bewohnern der DDR einzuschränken, Verbreitung von westlichen Druckerzeugnissen und auch die Flucht aus der DDR zu verhindern, wurden die Transitraststätten von Mitarbeitern des MfS persönlich und mit Kameras überwacht, gegebenenfalls wurde eingeschritten. Die Transitraststätten stellten mitunter Areale dar, welche im Gegensatz zur gesellschaftlichen Ausrichtung der DDR standen, es entwickelte sich teilweise ein abgegrenztes Eigenleben, z. B. war die Nutzung von Intershops manchmal nur für Transitreisende erlaubt.
Im Jahr 1988 wurden zwei neue Zusatzzeichen in den Verkehrszeichenkatalog der DDR aufgenommen. Diese sollten Westtouristen zusätzlich auf Möglichkeiten aufmerksam machen, in Devisen zu zahlen.

Bild 486 Intertank
Bild 487 Intershop

## Intertank
In der zweiten Hälfte der 1980er Jahre bot Intertank folgende Kraftstoffe an rot-gelben Zapfsäulen gegen Mark der DDR an:
- Normal Gemisch (88 Oktan)
- Normal ohne Öl (88 Oktan)
- Extra (92 Oktan)
- DK (Dieselkraftstoff)[7]

An grün-weißen Zapfsäulen wurden in der zweiten Hälfte der 1980er Jahre gegen bundesdeutsche DM verkauft:
- Spezial (91 Oktan)
- Super (96 Oktan)
- Diesel (mit zusätzlichen Additiven)

ab ca.1986, vor allem an Autobahnen und den Transitstraße nach West-Berlin zusätzlich:
- Spezial bleifrei (91 Oktan)
- Super bleifrei (96 Oktan)[9]

## Auflistung
| Ort/Bezeichnung                        | Transitstrecke                     | Anmerkungen |
| -------------------------------------- | ---------------------------------- | --- |
| Adorf (Vogtland)                       | Fernverkehrsstraße F 92            | |
| Bautzen                                | Fernverkehrsstraße F 6 FS          | |
| Bergen auf Rügen                       | Fernverkehrsstraße F 96 FS         | |
| Boizenburg                             | Fernverkehrsstraße F 5 FS          | an der damaligen Transitstrecke vor Verlagerung des Transitverkehrs auf die neue Autobahn Berlin–Hamburg, A9 vergleiche Geschichte der Bundesstraße 5                                                                            |
| Dallgow                                | Fernverkehrsstraße F 5             | |
| Dresden                                | Fernverkehrsstraße F 172           | |
| Dippoldiswalde                         | Fernverkehrsstraße F 170 FS        | |
| Eichelborn                             | Autobahn Eisenach–Dresden A1       | bei Erfurt |
| Finowfurt                              | Autobahn Berlin-Stettin            | |
| Freienhufen                            | Autobahn Berlin-Dresden            | |
| Friesack                               | Fernverkehrsstraße F 5             | |
| Fürstenberg                            | Fernverkehrsstraße F 96 FS         | |
| Fürstenwalde                           | Autobahn Berlin–Frankfurt/Oder A2  | |
| Görlitz                                | Fernverkehrsstraße F 6 FS          | |
| Hermsdorfer Kreuz                      | Autobahn Berlin–Nürnberg A3        | |
| Köckern                                | Autobahn Berlin–Nürnberg A3        | |
| Könnern                                | Fernverkehrsstraße F 6             | |
| Löbau                                  | Fernverkehrsstraße F 6             | |
| Lübbenau                               | Autobahn Berlin–Cottbus A5         | |
| Magdeburg                              | Fernverkehrsstraße F 71 FS         | |
| Magdeburger Börde (bei Hohenwarsleben) | Autobahn Berlin–Hannover A4        | befand sich bis 1998 an einem unvollendeten Autobahndreieck, das in den 1930er Jahren als Abzweigung zu der heutigen Autobahn Magdeburg–Halle/Leipzig begonnen worden war unweit von Magdeburg, Neubau einige Kilometer westlich |
| Meerane                                | Autobahn Eisenach–Dresden A1       | |
| Michendorf                             | Autobahn Berliner Ring A6          | |
| Nauen                                  | Fernverkehrsstraße F 5             | |
| Neubrandenburg                         | Fernverkehrsstraße F 104 FS        | |
| Neubukow                               | Fernverkehrsstraße F 105 FS        | |
| Neustrelitz                            | Fernverkehrsstraße F 96 FS         | |
| Niemegk                                | Autobahn Berlin–Nürnberg A3        | |
| Oranienburg                            | Fernverkehrsstraße F 96            | |
| Osterfeld                              | Autobahn Berlin–Nürnberg A3        | |
| Perleberg-Quitzow                      | Fernverkehrsstraße F 5 FS          | an der damaligen Transitstrecke vor Verlagerung des Transitverkehrs auf die neue Autobahn Berlin–Hamburg, A9 vergleiche Geschichte der Bundesstraße 5                                                                            |
| Plauen                                 | Fernverkehrsstraße F 92            | |
| Pomellen                               | Autobahn Berlin–Stettin A7         | |
| Prenzlau                               | Fernverkehrsstraße F 198 FS        | |
| Rangsdorf                              | Autobahn Berliner Ring A6          | |
| Rathmannsdorf                          | Fernverkehrsstraße F 172 FS        | bei Bad Schandau |
| Rodaborn                               | Autobahn Berlin–Nürnberg A3        | älteste Autobahnraststätte in Deutschland |
| Röhrsdorf                              | Autobahn Eisenach–Dresden A1       | bei Karl-Marx-Stadt (heute Chemnitz) |
| Rostock                                | Fernverkehrsstraße F 103           | |
| Rostock                                | Fernverkehrsstraße F 105 FS        | |
| Rüdersdorf                             | Autobahn Berliner Ring A6          | |
| Saßnitz (Rügen)                        | Fernverkehrsstraße F 96 FS         | |
| Stolpe                                 | Autobahn Berlin–Hamburg A9         | |
| Stralsund                              | Fernverkehrsstraße F 105 FS        | |
| Teterow                                | Fernverkehrsstraße F 108 FS        | |
| Usadel                                 | Fernverkehrsstraße F 96            | Motel |
| Vogelsdorf                             | Berliner Ring                      | bis Ende der 1970er Jahre, nur einseitig |
| Walsleben                              | Autobahn Berlin–Hamburg A9         | |
| Werbellinsee (Finowfurt)               | Autobahn Berlin–Stettin A7         | |
| Wilsdruff                              | Autobahn Eisenach–Dresden A1       | |
| Wismar                                 | Fernverkehrsstraße F 105 FS        | |
| Ziesar                                 | Autobahn Berlin–Hannover A4        | |
| Zwickau                                | Autobahn Karl-Marx-Stadt–Plauen A8 | |

Heutige Bezeichnungen: